# Coquette adorable
Lophornis adorabilis
Espèce
Synonymes
- Paphosia adorabilis

Répartition géographique
Statut de conservation UICN

 LC  : Préoccupation mineure
Statut CITES
La Coquette adorable (Lophornis adorabilis) est une espèce d'oiseaux (famille des Trochilidae).

## Répartition
Cet oiseau vit au Costa Rica et au Panama.

## Habitats
Cet oiseau peuple les forêts tropicales et subtropicales humides de plaines mais aussi sur les forêts lourdement dégradées.